# Trevor Morgan
Trevor Morgan (Chicago, Illinois; 26 de noviembre de 1986) es un actor estadounidense ha actuado desde los 6 años, pero sin duda alcanzó la fama por la película de Parque Jurásico 3, que hasta el presente es su película más famosa.

## Biografía
Trevor comenzó a actuar cuando tenía 6 años, lo descubrieron cuando estaba de compras. Hizo anuncios e incluso salió en una caja de cereales por su primera película, Family Plan (1997). Desde entonces, Trevor ha estado haciendo películas. Apareció junto a Haley Joel Osment en The Sixth Sense y con Mel Gibson en The Patriot. Actualmente vive en Orange Country, California, con sus padres, sus tres hermanastros mayores que él (Jen, Matt, y Joe) y su perro.

## Filmografía
| Año  | Película                           | Papel                |
| 1997 | Family Plan                        | Alec Mackenzie       |
| 1998 | La gran aventura de Barney         | Cody Newton          |
| 1998 | ER Emergencias                     | Scott Anspaugh       |
| 1998 | In the Doghouse                    | Dylan Wagner         |
| 1999 | The Sixth Sense                    | Tommy Tammisimo      |
| 2000 | El patriota                        | Nathan Martin        |
| 2000 | A Rumor of Angels                  | James Neubauer       |
| 2000 | I'll Remember April                | Duke Cooper          |
| 2001 | Parque Jurásico 3                  | Eric Kirby           |
| 2001 | La casa de cristal                 | Rhett Baker          |
| 2002 | El Novato                          | Jimmy (joven)        |
| 2003 | The Flannerys                      | Pat Flannery         |
| 2003 | Uncle Nino                         | Bobby                |
| 2004 | Río maldito                        | Rocky Merrick        |
| 2005 | Empire Falls                       | Zack Minty           |
| 2005 | The Prize Winner of Defiance, Ohio | Bruce Ryan (16 años) |
| 2006 | Local Color                        | John Talia Jr        |
| 2006 | Off the Black                      | Dave Tibbel          |
| 2008 | El nuevo novio de mi mamá          | Eddie                |
| 2008 | Santuario                          | Colin Hanson         |
| 2009 | Fault Line                         |                      |
| 2010 | La fraternidad                     | Adam Buckley         |
| 2010 | En la oscuridad                    | Jason                |
| 2010 | Chasing 3000                       | Mickey               |